# Edyta Angielska
Edyta, Ædgyth (ur. 910, zm. 26 stycznia 946 w Magdeburgu) – córka króla Anglii Edwarda Starszego, żona króla Niemiec (i późniejszego cesarza) Ottona I Wielkiego.

## Życiorys
Była córką króla Anglii Edwarda Starszego i jego drugiej żony Aelffaedy, córki Ethelhelma, Earla Wiltshire. Jej brat, król Athelstan, wysłał ją oraz jej siostrę do Niemiec, ażeby spośród nich wybrał sobie żonę książę Otton, syn króla Niemiec Henryka I Ptasznika. Otton wybrał Edytę i poślubił ją w 929 r. 
Edyta urodziła Ottonowi dwójkę dzieci:
- Ludolfa (930 – 957), księcia Szwabii,
- Ludgardę (zm. 953), żonę Konrada I Czerwonego, księcia Lotaryngii.

Nieustalona pozostaje tożsamość jej siostry, która razem z Edytą wybrała się do Niemiec. Niektórzy uważają, że została ona żoną księcia czeskiego Bolesława II Pobożnego.
Edyta popierała kult św. Oswalda, który zaszczepiła w Niemczech. Za jej namową Otton założył w Magdeburgu klasztor pod wezwaniem św. Maurycego. Jej szczątki spoczywają w katedrze w Magdeburgu.